# Дивья пещера
Дивья пещера — карстовая известняковая двухъярусная пещера на западном склоне Северного Урала, в долине реки Колва, Пермского края, Россия.

## Описание
Вход расположен в лесу на высоте 90 м над урезом воды на противоположной от реки Колва стороне скалы Дивий Камень. Пещера сформировалась в слоистых известняках пермского периода, сакмарского и артинского ярусов. На территории памятника природы происходит разгрузка гидрокарбонатно-кальциево-сульфатных подземных вод с минерализацией до 300 мг/дм³.
Суммарная длина ходов пещеры составляет 10 100 м (по некоторым данным, на сегодняшний день длина пещеры составляет около 11 600 метров, но пока изменения не внесены на геологические карты). Известно около 60 гротов (Ветлан, Дева, Рычкова, Торты, Гвоздецкого и др.). В пещере 11 крупных залов, вытянутых с запада на восток на 1,3 км. Есть небольшие озёра, самое большое из которых находится в гроте Солнца и имеет площадь 180 квадратных метров. Многочисленные натёчные образования.

## История
Своё название пещера получила от славянского слова «дивий» — дивный, чудесный. Первое описание Дивьей пещеры было сделано в 1770 году исследователем и путешественником П. И. Рычковым. В 1940 году была составлена первая детальная карта пещеры. В 1965 году Дивьей пещере присвоен статус геологического памятника природы.